# 舾装

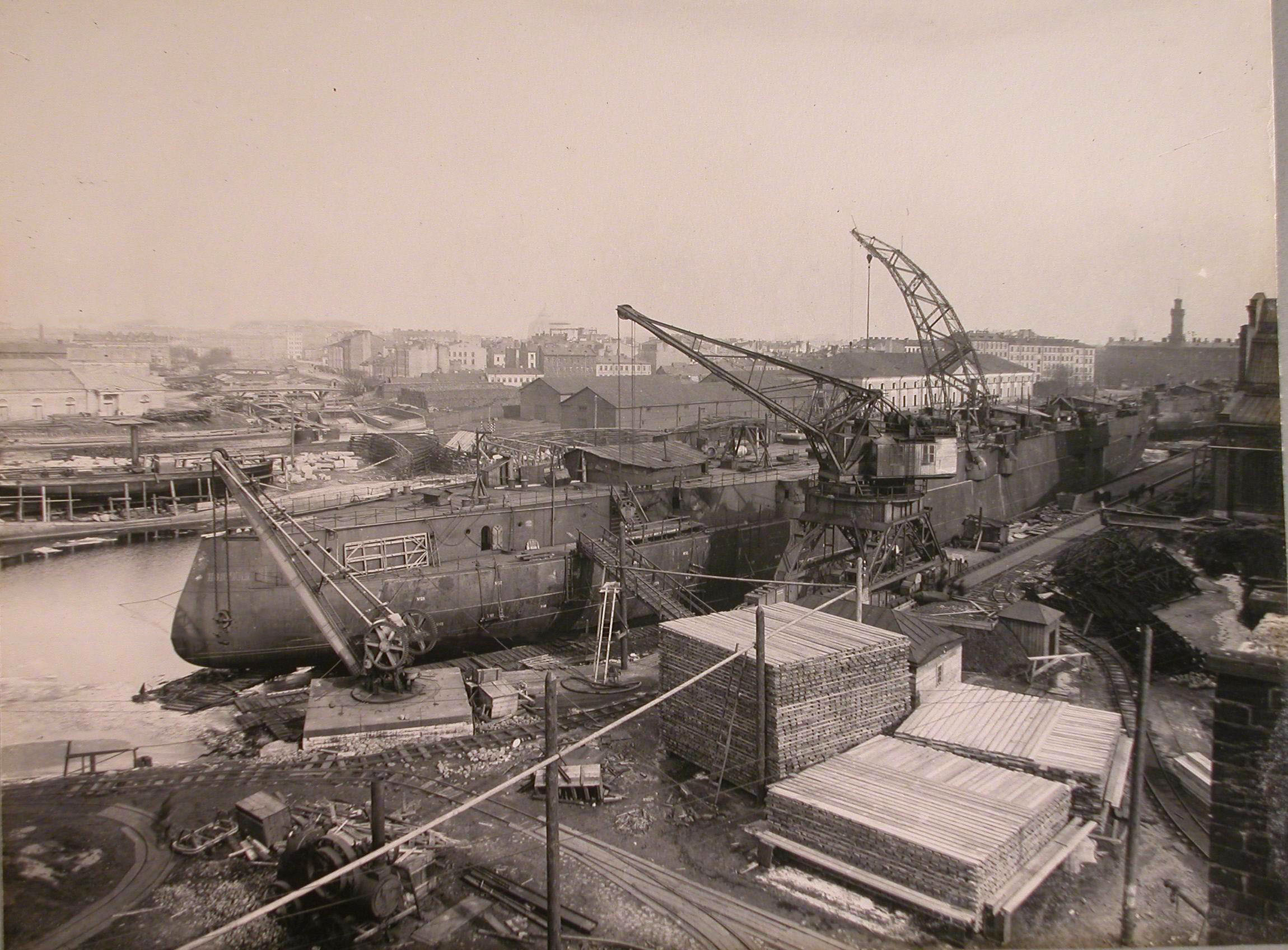
1912年，正於海军部造船厂進行艤装的俄國波尔塔瓦号战列舰

艤装（英語：outfitting; fitting-out）又作舾裝，是船舶制造工艺的一种。船隻的主体结构完成以后，即可从造船平台下水，在靠岸的状态下完成锚、桅杆等部件，以及船体结构以外的其他装备和设施的安装。艤意思是使船靠岸。

## 词源
该词源自日文汉字词“艤装（ぎそう）”，取“艤”字“船隻停靠岸边”之义而造。